# Yoshino Hiroshi
Yoshino Hiroshi (japanisch 吉野 弘; * 16. Januar 1926 in der Präfektur Yamagata; † 15. Januar 2014 in Sakata, Präfektur Yamagata) war ein japanischer Lyriker.

## Leben und Wirken
Yoshino besuchte bis 1942 die Handelsschule Sakata und arbeitete danach für eine Ölgesellschaft. Er meldete sich freiwillig zum Armeedienst, wurde jedoch vor dem Ende des Zweiten Weltkriegs nicht mehr einberufen. Nach dem Krieg war er in der Gewerkschaftsbewegung aktiv, bis er 1949 an Tuberkulose erkrankte. Während seiner Krankheit begann er, Gedichte zu schreiben. 1953 wurde er Mitarbeiter der Zeitschrift Kai (櫂). Seine erste Gedichtsammlung Shōsoku (消息) – „Lebenszeichen“ erschien 1957. Es folgten Maboroshi / hōhō (幻・方法; 1959) – „Vision – Methode“ und Kanshō ryokō (感傷旅行; 1971) – „Sentimentale Reise“. Für letztere erhielt er den Yomiuri-Literaturpreis. 1983 erschien die Anthologie Hi o abite (陽を浴びて).